# Bedřichov (Rybník nad Radbuzou)
Bedřichov (deutsch Friedrichshof) ist eine Wüstung in der Gemeinde Rybník nad Radbuzou (deutsch Waier) im westböhmischen Okres Domažlice in Tschechien.

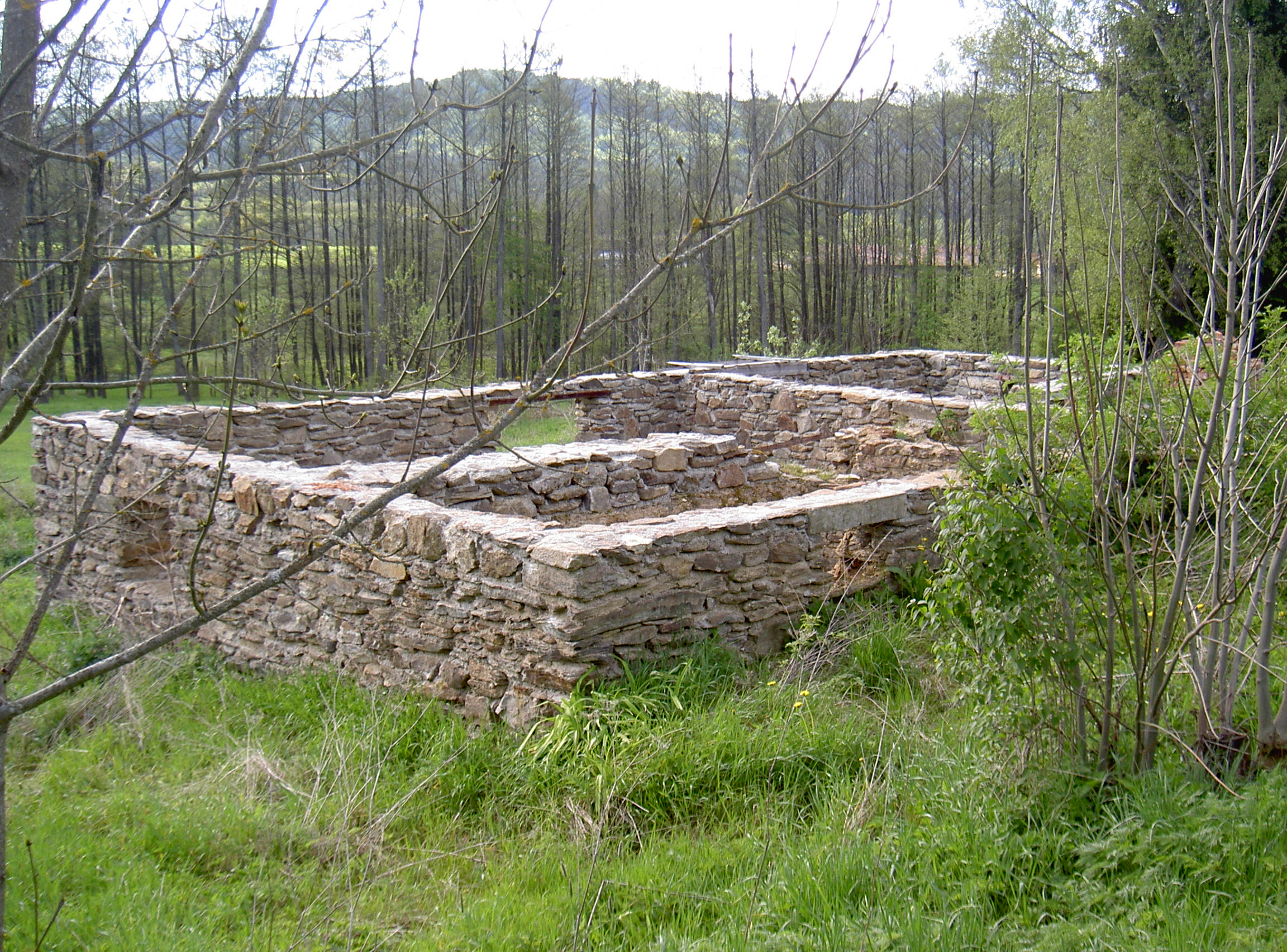
Mauerreste in Bedřichov – Friedrichshof

## Geographie
Das kleine Dorf Friedrichshof lag etwa 500 m südlich von Waier auf dem Ostufer der Radbuza.

## Geschichte
Friedrichshof wurde 1705 gegründet und 1709 und 1714 unter dem Namen Viehhaus schriftlich erwähnt.
Später wurde es Viehhof genannt und ab 1734 taucht es unter dem Namen Friedrichshof auf.
Mundartlich wurde es weiterhin Vöichhuaf genannt.
Der Gründer von Friedrichshof hieß Friedrich Franz.
Er wurde 1644 im Wald bei Neid geboren, übernahm 1683 die Güter und starb 1734.
Zunächst stand in Friedrichshof nur ein Stall für das Vieh und eine Wohnung für den Wärter.
Friedrichshof gehört zur Herrschaft Muttersdorf und zur Gemeinde Neid.
Es war nach Muttersdorf eingepfarrt und eingeschult.
Ab 1786 gehörte es zur Pfarrei Waier und die Kinder gingen nach Waier in die Schule.
Beim Ausheben eines Grabens in einer Wiese östlich von Friedrichshof fanden die Häusler Simon und Köstner einen Schatz.
Der Schatz bestand aus 17 Silbermünzen inmitten vieler Glasperlen.
Die Münzen stammten aus den Jahren 1568–1625 und hatten Durchmesser bis 4 cm.
Manche Münzen trugen Aufschriften von Georg, Herzog von Sachsen,
andere vom römisch-deutschen Kaiser und weitere vom spanischen König.
Eine Münze trug die Aufschrift Dominus mihi adiutor (= der Herr ist mein Helfer).
Wahrscheinlich war der Schatz während des Dreißigjährigen Krieges vergraben worden.

## Bevölkerungsentwicklung
| Jahr | Einwohner   | Anmerkungen |
| ---- | ----------- | ----------- |
| 1784 | 50          | 9 Häuser    |
| 1839 | 117         | 13 Häuser   |
| 1890 | 165         | 18 Häuser   |
| 1910 | 152         | 17 Häuser   |
| 1921 | 135         | 17 Häuser   |
| 1930 | 97 Deutsche | 17 Häuser   |